# Општина Тарнова (Арад)
Тарнова (рум. Târnova) општина је у Румунији у округу Арад.
Oпштина се налази на надморској висини од 131 m.